# 주스리랑카 대한민국 대사관
주스리랑카 대한민국 대사관(싱할라어: ශ්‍රී ලංකාවේ කොරියානු ජනරජයේ තානාපති කාර්යාලය, 타밀어: இலங்கையில் கொரிய குடியரசின் தூதரகம்)은 1977년 스리랑카 콜롬보에 개설된 대한민국 외교부 소속의 대사관이다. 이 공관은 몰디브를 겸임한다.

## 역사
대한민국은 1972년 10월 9일 스리랑카에 통상 대표부를 개설한 후, 1977년 11월 14일 외교 관계 수립과 함께 통상 대표부를 대사관으로 승격하였다. 1984년 5월 주니우스 리차드 자야와데네 대통령의 방한 이후 양국의 우호 관계가 증진되었으며, 특히 1987년 3월 13일 주한 스리랑카 대사관 개설 이후 경제 협력 관계가 증대되고 있다. 1996년 8월에는 찬드리카 쿠마라퉁가 대통령이 방한하였다.
스리랑카는 비동맹주의에 입각한 중립 노선을 표방하며 남북한 문제에 대하여 중립주의적인 적 태도를 유지하고 있으나, 1992년 대한민국의 유엔 가입시 공동제안국으로서 유엔 산하기구와 각종 국제기구에서 대한민국에 대해 협조적이며, 양국은 서로 긴밀하게 협력하고 있다.
조선민주주의인민공화국에 대해서는 1971년 4월 극좌 학생 단체의 정부 전복 기도 사건 배후 조정 혐의로 조선민주주의인민공화국 공관을 폐쇄하고 멀리하였다.
스리랑카에서 대한민국은 최대 투자국이자 최대 고용국(현지인 약 6만 명 고용)이다. 대한민국의 스리랑카에 대한 투자는 113건, 약 2억 1900만 달러이며 120여 개의 대한민국 기업이 진출해 있다. 또한 1998년에는 61만 6000달러, 1999년에는 810만 달러를 무상 원조 해주었다.

## 역대 공관장
- 심명원
- 정운진

## 같이 보기
- 주한 스리랑카 대사관
- 대한민국의 재외공관 목록
- 스리랑카 주재 외국공관 목록
- 대한민국-스리랑카 관계